# 1622.
◄ | 16. stoljeće | 17. stoljeće | 18. stoljeće | ►
◄ | 1590-ih | 1600-ih | 1610-ih | 1620-ih | 1630-ih | 1640-ih | 1650-ih | ►
◄◄ | ◄ | 1619. | 1620. | 1621. | 1622. | 1623. | 1624. | 1625. | ► | ►►
Arhitektura • Astronomija • Glazba • Kazalište • Kiparstvo • Knjige • Književnost • Kršćanstvo • Medicina • Politika • Pravo • Promet • Slikarstvo • Znanost

## Događaji
- 20. listopada – Pariška biskupija uzdignuta na razinu nadbiskupije.

## Rođenja
- 15. siječnja – Molière, francuski književnik († 1673.)

## Vanjske poveznice
|  | Zajednički poslužitelj ima još gradiva o temi 1622. |